# Tryphon haematopus
Tryphon haematopus är en stekelart som beskrevs av Johannes Friedrich Ruthe 1859. Tryphon haematopus ingår i släktet Tryphon och familjen brokparasitsteklar. Inga underarter finns listade i Catalogue of Life.